# Menica
Menica je vrednostni papir, s katerim se nekdo obveže da bo, sam ali pa kdo drug, plačal na določenem kraju in ob določenem času določen znesek denarja.

## Lastna menica
Menica, s katero se trasant (menični izdajatelj) obveže, da bo plačal remitentu (menični upnik) določen znesek denarja. Lastna menica je sestavljena v obliki obljube. Pri lastni menici nastopata samo dve osebi.

TRASANT oziroma MENIČNI IZDAJATELJ ----------> REMITENT oziroma MENIČNI UPNIK

## Trasirana menica
Menica, s katero trasant (izdajatelj menice) ukaže trasatu (pozvanec ali menični zavezanec) naj plača remitentu (menični upnik) določen znesek denarja. Trasirana menica je sestavljena v obliki ukaza. Pri njej sodelujejo tri osebe.

TRASANT --------> TRASAT ---------> REMITENT

## Sestavine menice
Zakon predpisuje da mora menica vsebovati določene dele, če kateri od teh delov manjka, listina ni več menica, ampak je kvečjemu navadna obveza. 

### Bistvene sestavine lastne menice
1. označba, da je papir menica,
2. obljuba, da bo plačan določen znesek denarja,
3. dospelost dolga oz. datum plačila,
4. datum in kraj izdaje menice,
5. ime remitenta (meničnega upnika) in
6. podpis trasanta (izdajatelja menice)

### Bistvene sestavine trasirane menice
1. označba, da je papir menica,
2. nakazilo, da bo plačan določen znesek denarja,
3. ime trasata (tistega, ki naj plača),
4. dospelost dolga oz. datum plačila,
5. datum in kraj izdaje menice,
6. ime remitenta (meničnega upnika) in
7. podpis trasanta (izdajatelja menice)

Menica vsebuje tudi Akcept:
Trata vsebuje trasantovo obvezo, da bo trasat plačal menico. Ker bi trasat lahko zanikal svojo obvezo (ali pa sploh nebi vedel za menico), mora menico »sprejeti« (akceptirati). To označiti na sami menici (spodaj v sredini) s svojim podpisom, kateremu lahko pristavi pripis »za akcept« ali »za sprejem«. Akcept ni potreben, kjer ni dvoma o plačilu menice.
Akcept je nujen pri povpoglednicah, v tem primeru mora biti poleg podpisa tudi datum akcepta zaradi določanja dospelosti. Povpoglednice so torej tiste menice, na katerih je dospelost označena na sledeči način: čez »(x) dni po akceptu«. Ravno tako je akcept nujen pri domicibranih menicah, če trasat odkloni akcept, mora biti to ugotovljeno in potrjeno z notarjevo izjavo, ki se imenuje »protest zaradi neakceptiranja« Protest je nujen, če želi koristnik sprožiti postopek proti trasantu.